# Krasnosel'skij rajon (Oblast' di Kostroma)
Il Krasnoel'skij rajon (in russo Красносельский район?) è un rajon dell'Oblast' di Kostroma, nella Russia europea; il capoluogo è Krasnoe-na-Volge. Ricopre una superficie di 950 chilometri quadrati ed è solcato da alcuni fiumi, tra i quali il Volga.